# Tjeljabinsk
Tjeljabinsk (ryska: Челябинск) är den administrativa huvudorten för Tjeljabinsk oblast vid Uralbergen i Ryssland, och har cirka 1,2 miljoner invånare. 

## Historik
Tjeljabinsk var ursprungligen en fästning 1736 som fick stadsrättigheter 1781. I slutet av 1800-talet och under första hälften av 1900-talet fick staden tack vare järnvägsförbindelser med Moskva och Jekaterinburg en snabb industriell utveckling. Staden blev en av de viktigaste industristäderna i Ryssland och sedermera Sovjetunionen. Under andra världskriget evakuerades flera fabriker österut till Tjeljabinsk, och produktionen av stridsvagnar var så stor att staden kallades "Tankograd" (stridsvagnsstaden).
Den 29 september 1957 inträffade en allvarlig olycka i upparbetningsanläggningen för kärnbränsle i Majak, 150 km nordväst om Tjeljabinsk. Vid olyckan läckte stora mängder radioaktivitet ut, och omkring 200 människor omkom av strålningsskador. Ytterligare 10 000 personer evakuerades. Myndigheterna erkände inte att olyckan inträffat förrän 1992, efter Sovjetunionens fall.
Den 15 februari 2013 drabbades Tjeljabinsk med omnejd av ett kraftigt meteoritnedslag varvid bland annat fönsterglas krossades och drygt 1 000 människor skadades.

## Administrativt område

### Stadsdistrikt
Tjeljabinsk är indelat i sju stadsdistrikt. 
| Stadsdistrikt     | Invånarantal 9 oktober 2002 | Invånarantal 14 oktober 2010 | Invånarantal 1 januari 2015 |
| ----------------- | --------------------------- | ---------------------------- | --------------------------- |
| Kalininskij       | 203 912                     | 214 647                      | 219 331                     |
| Kurtjatovskij     | 182 105                     | 189 133                      | 215 019                     |
| Leninskij         | 190 350                     | 189 816                      | 190 472                     |
| Metallurgitjeskij | 142 909                     | 141 367                      | 139 864                     |
| Sovetskij         | 114 303                     | 136 973                      | 138 086                     |
| Traktorozavodskij | 158 108                     | 167 278                      | 180 680                     |
| Tsentralnyj       | 85 487                      | 90 918                       | 99 935                      |
| TOTALT            | 1 077 174                   | 1 130 132                    | 1 183 387                   |

Centralorten inkluderar numera områden som inte ingick år 2002. Se tabellen nedan. 

### Stadens administrativa område
Tjeljabinsk administrerade tidigare även områden utanför själva centralorten. 
| Stad/Ort           | Invånarantal 9 oktober 2002 | Invånarantal 14 oktober 2010 | Invånarantal 1 januari 2015 |
| ------------------ | --------------------------- | ---------------------------- | --------------------------- |
| Tjeljabinsk        | 1 077 174                   | 1 130 132                    | 1 183 387                   |
| Fedorovka          | 4 204                       | Ingen uppgift                | Ingen uppgift               |
| Novosineglazovskij | 14 727                      | Ingen uppgift                | Ingen uppgift               |
| Landsbygd          | 8 543                       | Ingen uppgift                | Ingen uppgift               |
| TOTALT             | 1 104 648                   | 1 130 132                    | 1 183 387                   |

Fedorovka, Novosineglazovskij samt landsbygdsdelen är sammanslagna med centrala Tjeljabinsk sedan 2004.

## Meteoritnedslagen 2013
På fredagsmorgonen den 15 februari 2013 exploderade en meteorid över staden.

## Vänorter
- Columbia, USA (1995)
- Nottinghamshire, Storbritannien (2000)
- Ramle, Israel (2000)
- Ürümqi, Kina (2004)
- Harbin, Kina